# Tunnel du Cap La Houssaye
Le tunnel du Cap La Houssaye est un tunnel routier français situé à Saint-Paul, sur l'île de La Réunion. Livré en 2007, il permet le permet le franchissement d'une colline par la route des Tamarins. À ses extrémités, il est prolongé au nord par le viaduc de Fleurimont et au sud par celui de Bras-Boucan-Canot.